# Santa Leopoldina (kommun)
Santa Leopoldina är en kommun i Brasilien.   Den ligger i delstaten Espírito Santo, i den sydöstra delen av landet, 900 km sydost om huvudstaden Brasília. Antalet invånare är 12 255.
Följande samhällen finns i Santa Leopoldina:
- Santa Leopoldina

Omgivningarna runt Santa Leopoldina är huvudsakligen savann. Runt Santa Leopoldina är det ganska glesbefolkat, med 21 invånare per kvadratkilometer.